# Friedrich Auer
Friedrich Auer (von Brennberg) († 1356) – auch genannt Friedrich I. Auer zu Auburg –  war ab 1330 ein Regensburger Bürgermeister und Verursacher des erfolgreichen Auer-Aufstands der Bürger gegen seine Willkürherrschaft.

## Geschichte
Die Herrschaft von Patrizierfamilien in der Stadt Regensburg blieb im 14. Jahrhundert, so wie auch in anderen süddeutschen Städten, nicht ohne Auseinandersetzungen. Am Beginn des 14. Jahrhunderts herrschte in Regensburg die im Umland von Regensburg sehr reich begüterte Patrizierfamilie der Auer zu Brennberg. Diese Familie war seit 1287 auch im Besitz des Patrizierhauses mit der Thomaskapelle in der Straße Am Römling 12. Das Haus blieb bis 1358 im  Besitz der Auer und wurde dann an die Familie Frumhold verkauft, die immer zu den Unterstützern der mächtigen Familie Auer zählte.
Friedrich I. Auer war Sohn und Nachfolger des gleichnamigen Regensburger Bürgermeisters Friedrich Auer d. Ä. Bei seiner Wahl zum Bürgermeister hatte er sich mit den Zünften verbündet und wurde daraufhin 1330/31 zum Bürgermeister gewählt. Unterstützt wurde er auch von Kaiser Ludwig dem Bayern, der sich Einfluss in Regensburg sichern wollte. Der Reichtum der Familie ermöglichte Friedrich I. Auer den Aufbau eine diktatorischer Willkürherrschaft in der Stadt und er wurde daraufhin 1334 im Aueraufstand der von ihm unterdrückten Bürger mit Söhnen und Verwandtschaft gewaltsam aus der Stadt vertrieben. Friedrich I. Auer zog sich auf seine Burg in Brennberg zurück, von wo aus er acht Jahre lang eine heftige Fehde mit Überfällen auf die Regensburger Kaufleute führte. 1343 erfolgte eine Aussöhnung der Kontrahenten und Friedrich I. wurde wieder normaler Bürger der Stadt auf sechs Jahre.